# Sanatorium „Stare Łazienki” w Nałęczowie
Sanatorium „Stare Łazienki” w Nałęczowie – obiekt sanatoryjny zbudowany przez Ludwika Małachowskiego w latach 1816–1821 w stylu klasycystycznym znajdujący się w Parku Zdrojowym w Nałęczowie.
Obecnie w Starych Łazienkach na parterze mieści się centrum zabiegów wodnych, na piętrze pokoje dla kuracjuszy (20 miejsc).
W 1957 obiekt wpisano do rejestru zabytków.